# Deadwater
Deadwater (alternatieve titels: Nazi Dawn (DVD titel U.K.) en Black Ops (nieuwe titel V.S.) is een Amerikaanse horrorfilm uit 2008, geregisseerd door Roel Reiné.

## Verhaal
Een oorlogsschip uit de Tweede Wereldoorlog wordt geplaatst in de Perzische Golf. Wanneer na een verloop van tijd geen contact meer is met het schip, wordt er een marine elite eenheid samen met een NCIS onderzoeker en twee wetenschappers naar de plek van vermissing  gestuurd om het oorlogsschip te zoeken en veilig te stellen. Het team staat onder leiding van Kolonel John Willets.

## Rolverdeling
| Acteur             | Personage                 |
| ------------------ | ------------------------- |
| Lance Henriksen    | Kolonel John Willets      |
| Gary Stretch       | Colin Willets             |
| James Russo        | Commandant Combs          |
| Katherine Randolph | Traci Leonard             |
| D.C. Douglas       | Larry Grubman             |
| Jim Hanks          | Ensign Buford             |
| Matthew Alan       | Luitenant Chris McCloskey |
| Lee Majdoub        | Fahdawi / Khalil          |